# Йоганн Мельхіор Дінлінгер
Йоганн Мельхіор Дінлінгер (нім. Johann Melchior Dinglinger; 26 грудня 1664 — 6 березня 1731) — німецький ювелір епохи бароко, придворний майстер Саксонського курфюрста та короля Речі Посполитої Августа II.

## Життєпис
Народився у містечку Біберах-на-Рісі. Навчався ювелірній справі в Ульмі. Після цього він удосконалював свою техніку роботи як підмайстер в Аугсбурзі, Нюрнберзі та Відні. У 1692 році перебирається до Дрездена, де 1693 року став членом гільдії ювелірів.
У 1698 році він був призначений придворним ювеліром Августа II Сильного. Мав велику майстерню. Для нього виконував замовлення, що увійшли до кімнати Зелене склепіння. Він працював до своєї смерті в 1731 році у Дрездені.

## Родина
Йоганн Мельхіор Дінлінгер був одружений п'ять разів і мав 23 дітей, з яких вижило 11.

## Найвідоміші ювелірні вироби
«Мавр зі смарагдовим штуфом» — скульптура з грушевого дерева висотою 64 см, прикрашена смарагдами, рубінами, сапфірами, топазами, гранатами, альмандинами з використанням деталей із черепахового панцира. «Мавра» було створено у співпраці з Бальтазаром Пермозером, він датується приблизно 1724 роком. Мавр, тобто африканець, судячи з його прикрас, мав за оригінальним задумом уособлювати індіанця.
Фігурна композиція «Палацовий прийом в Делі у день народження Великого Могола Аурангзеба» відображає уявлення європейських монархів про пишність палацу Могула. Ні Август Сильний, ані Дінглінгер ніколи не були в Індії, тому твір створювався виключно на основі оповідей. Після довгої та клопіткої роботи разом з братами Георгом Фрідрихом і Георгом Кристофом (при допомозі 14 помічників) в період з 1701 до 1708 року з'явилася настільна композиція мініатюр розміром 58 см х 142 см х 114 см, що складається з 137 людських фігур, а також тварин, прикрашених 5 223 діамантами, 189 рубінами, 175 смарагдами, одним сапфіром і 53 перлинами. Складалася з 3 окремих кімнат — срібної, золотої, власне з Аурангзебом. Цей шедевр обійшовся саксонському курфюрсту в 58 485 рейхсталерів, що становило на ті часи річний дохід цілої тисячі чиновників. «Палацовий прийом» з 2004 року розміщується в експозиції нових залів «Зеленого склепіння».
«Обеліск Августа» створений в період з 1719 по 1721 роки. Це складний у виконанні картуш заввишки близько 2,3 м з овальним зображенням Августа Сильного в центрі. У його композиції налічується 240 гем та камей, оброблених каменів та скульптур, покритих золотою емаллю. Його вартість на момент виготовлення прирівнювалася до вартості барокового палацу.
«Купальня Діани» — декоративна чаша зі скульптурним зображенням римської богині. Чаша з халцедону в золотій оправі висотою 38 см була створена 1705 року й прикрашена перлами, діамантами, емаллю, орнаментом на сріблі та сталі та скульптурними зображеннями тварин. Основа вази виконана у формі емальованої голови оленя.
Золотий кавовий сервіз був виготовлений у 1697—1701 роки. Для його створення використовувалися такі матеріали, як золото, срібло, емаль, слонова кістка та близько 5600 діамантів. Сервіз оцінювався на 50 000 талерів — еквівалент палацу.